# Samuel Titos
Samuel Titos (Córdoba, 1974) es un músico cordobés.

## Biografía
Entre 1995 y 1997 forma en Córdoba un grupo de versiones con Javier Garrido (bajo) y Alfredo Pérez (batería), adoptando a partir de 1997 el nombre de Sperm, grupo en el que fue vocalista y guitarrista. Seleccionados en la XIV Muestra Pop-Rockera de Córdoba, teloneros de Dover y The Offspring. En 1999 firman con el sello Loli Jackson, participan en varios recopilatorios y graban su primer disco, Product Me (2001) en Seattle, cuna del grunge, con el productor Barrett Jones. Participan en festivales como Festimad (2001). Posteriormente grabaron Punk Rock, su segundo álbum de estudio, realizando una gira conjunta con Dover y participando en festivales de índole nacional como el Mediatic Festival.

## Discografía

### Con Sperm
- The Power of Dolores (álbum recopilatorio con otros grupos; Loli Jackson, 1999)
- Product Me (álbum; Loli Jackson, 2001)
- Punk Rock (álbum, Loli Jackson, 2001)

### Con Dover
- Let Me Out (single; Capitol-EMI, septiembre de 2006)
- Follow the City Lights (álbum; octubre de 2006)
- 2 (álbum; marzo de 2007)
- I Ka Kené (álbum; 2010)
- Dover Came to Me (álbum; 2013)

### Con New Day
- Sunrise (álbum; 2017)

- Datos: Q9073266